# Savalia savaglia
Savalia savaglia is een Zoanthideasoort uit de familie van de Parazoanthidae. De wetenschappelijke naam van de soort werd in 1819 voor het eerst geldig gepubliceerd door Bertoloni. Het is inheems in de noordoostelijke Atlantische Oceaan en de Middellandse Zee, waar het vaak samen met een zacht koraal groeit. Het is extreem langlevend, met een levensduur van 2.700 jaar, en ontwikkelt zich tot een grote boomachtige kolonie.

## Beschrijving
Savalia savaglia vormt een grote, boomachtige kolonie. De poliepen scheiden een hoornachtig bruin of zwart skelet af waaruit ze uitsteken. Ze zijn geel en ongeveer 3 cm lang. Elke poliep heeft een orale schijf aan de bovenkant, omringd door ongeveer dertig tentakels. Deze zijn gerangschikt in twee kransen en zijn niet geveerd, waardoor het gemakkelijk te herkennen is dat deze soort een korstanemoon is in plaats van een octokoraal of een lid van een andere orde van Hexacorallia.

## Verspreiding
Savalia savaglia wordt gevonden in de westelijke Middellandse Zee tussen de Straat van Gibraltar en Sardinië. Het wordt ook gevonden in de Atlantische Oceaan, met inbegrip van de Canarische Eilanden, Madeira en de Atlantische kusten van Spanje en Portugal. De soort is ongewoon in het grootste deel van zijn verspreidingsgebied, maar komt vaker voor in de Golf van Korinthe en de Zee van Marmara. Het dieptebereik ligt meestal tussen 10 en 120 meter. Onderzoek heeft aangetoond dat de meest geschikte habitat een ruwe zeebodem is met steil aflopende rotsen die naar het noordoosten hellen, op een diepte van 34 tot 77 meter.

## Ecologie
Een kolonie Savalia savaglia begint vaak met het koloniseren van het oppervlak van een zacht koraal, zoals Paramuricea clavata of Eunicella singularis. Na verloop van tijd overspoelt het deze koraalsoort en produceert het zijn eigen stijve skelet, waardoor het zelfvoorzienend wordt. Het kan groeien tot een hoogte van 2 meter met een stamdiameter van 14 cm. Het skelet is rijk aan histidine en bevat het ongebruikelijke hoeveelheid ecdysteron, ajugasteron-C. De groeisnelheid van de kolonie is traag en koolstof-14-dateringstechnieken hebben geleid tot een leeftijd van 2.700 jaar, waardoor deze korstanemoon een van de langste levensduur van elk organisme op aarde heeft. Vanwege zijn lange levensduur en zijn grote, stijve driedimensionale skelet, wordt het beschouwd als een habitatmodificator, die de stroomsnelheid verlaagt, sedimentatie stabiliseert en de lokale afzetting van fijne deeltjes verhoogt. Ook bevordert het de biodiversiteit op de zeebodem.
De poliepen van S. savaglia voeden zich door plankton en andere deeltjes uit het water op te vangen en kunnen ook opgeloste voedingsstoffen opnemen.
Kolonies van S. savaglia zijn mannelijk of vrouwelijk. Op een onderzoekslocatie in de noordwestelijke Middellandse Zee op 67 meter bleken er meer vrouwelijke kolonies te zijn dan mannelijke. Het paaien vond plaats in december toen het zeewater begon af te koelen. Deze korstanemoon kan zich ook ongeslachtelijk voortplanten.